# مقبرة أمنحتب المسمى حوي

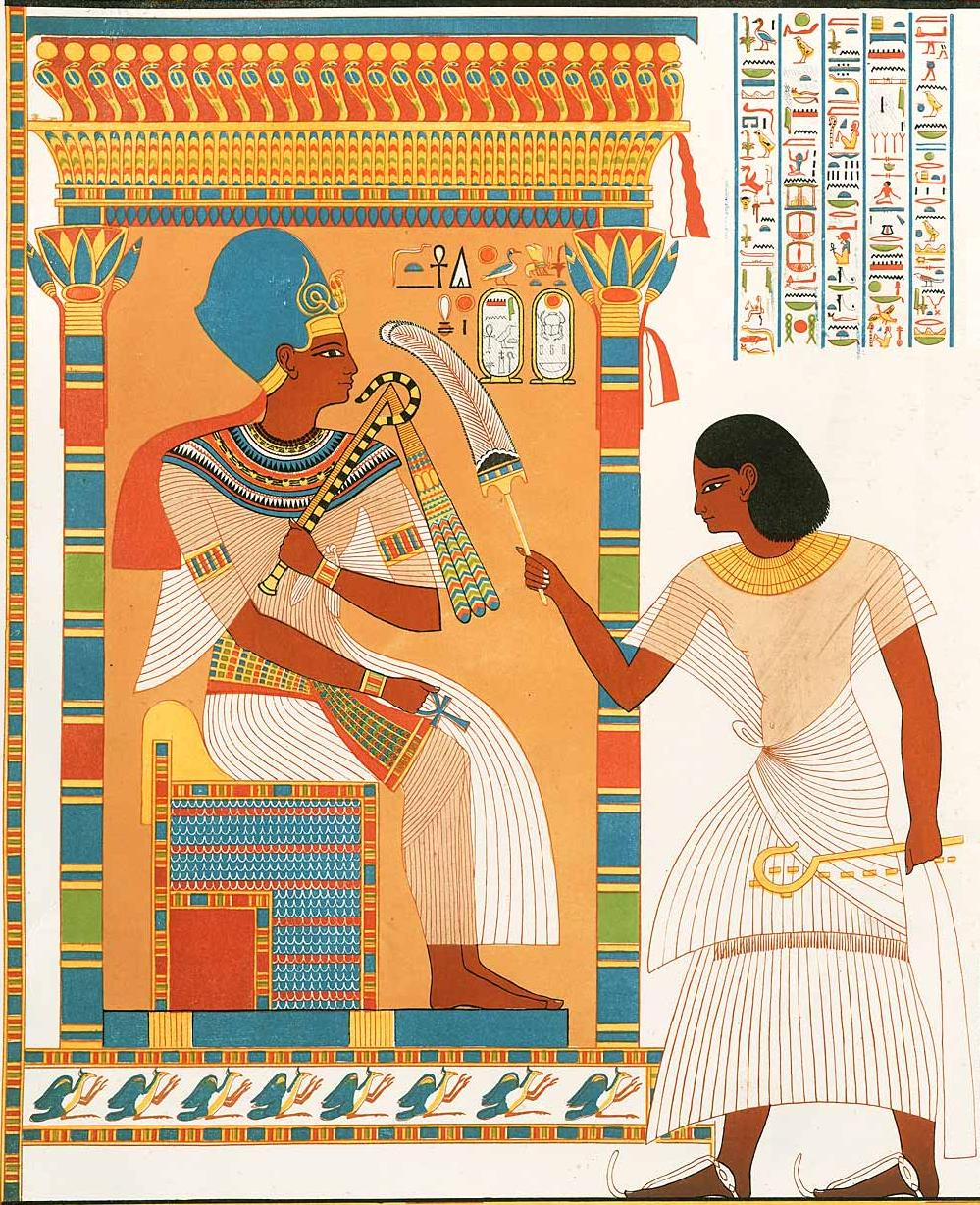
أمنحتب المسمى حوي بصفته حامل المروحة إلى يمين الملك توت عنخ آمون

تقع مقبرة أمنحتب المسمى حوي أو TT40 في مقبرة طيبة في قرنة مرعي. هذا هو واحد من عدد قليل جدا من المقابر المؤرخة على وجه اليقين في عهد الملك المصري توت عنخ آمون من الأسرة المصرية الثامنة عشر عصر الإمبراطورية المصرية. يُدعى المالك أمنحتب المسمى حوي يشغل منصب ابن الملك في كوش.لوحة تومبوس

## الاكتشاف
اكتشف ويلكينسون المصلى قبل عام 1828، وقد زارها شامبليون في عام 1829.
في عام 1926، نشر نينا دي غاريس ديفيس وألان جاردنر الوصف الكامل للمقبرة تحت رعاية جمعية استكشاف مصر: «قبر حوي، نائب الملك في النوبة في عهد توت عنخ آمون (رقم 40)»، وهو عمل هو أساس الوصف التالي: في العصر الحديث، كان المصلى تستخدم لفترة طويلة كإسطبل، ويعلوها منزل فارغ الآن.
سنرى خلال هذه الدراسة عدة أمثلة لمحاولات قص أجزاء من الجدران. لقد حدثت بعد الستينيات وتسببت في أضرار لا رجعة فيها، كما يوضح المثال أدناه، والتي تقع على الجدار الجنوبي الشرقي للجناح المستعرض.

## بنية
يظهر القبر غير المكتمل مخططًا عامًا لـ "T" مقلوب، مما يعكس العودة إلى الشريعة الكلاسيكية بعد حقبة العمارنة. من تلك الفترة الأخيرة، استمرت عملية تحويل الغرفة الطولية (الذراع الطويلة للحجرة "T") إلى قاعة ذات أعمدة مظلمة تنتهي بمكانة.
فقدت الواجهة الأصلية، وكذلك الفناء والأبواب المحيطة (عتبات الأبواب والعتبة).
يبلغ طول المدخل 2.75 مترًا تقريبًا؛ اختفى ديكوره بالكامل تقريبًا. يؤدي إلى غرفة طولية تتقاطع معها غرفة عرضية. يحتوي الأخير على جناحين، يمين (شمال) ويسار (جنوب)، ضيق (1.90 م) وطويل (5.90 م). لا يتماشى هذان الجناحان مع بعضهما البعض، والجدران ليست مربعة ولها مظهر منحني بدون زوايا قائمة. تقريبا كل الزخارف الباقية للنصب التذكاري موجودة في الغرفة المستعرضة. يؤدي ممر طوله مترين إلى قاعة مربعة الشكل، طول ضلعها حوالي 5.80 م، مع أربعة أعمدة مربعة. إنه كتابي وينتهي بمكانة صغيرة للتمثال.
المصلى موجه نحو البوصلة بين الشمال والجنوب، ولكن بشكل رمزي (أي فيما يتعلق بنهر النيل ومسار الشمس) من الشرق إلى الغرب.

## الملامح العامة للزخرفة
تم تطبيق الألوان على طلاء أبيض يغطي طبقة من المونة متفاوتة السماكة. كانت مغطاة بكمية وفيرة من الورنيش التي تحولت إلى اللون الأحمر الداكن عندما تعرض المصلى مرة أخرى للتلامس مع الهواء. نظرًا لأن الزخرفة بقيت فقط في تقاطع الأجنحة والغرف، فليس من الممكن معرفة ما تم تصوره لبرنامج الزخرفة العام. لا يزال تأثير فن العمارنة محسوسًا في كل من الموضوعات المستخدمة والرسم. إذا كان فصل السجلات يتوافق مع تقاليد الأسرة الثامنة عشرة، فإن الوجود الإصرار للملك، الذي تم العثور عليه ثلاث مرات - في مواقع «إستراتيجية» - يشير إلى إحدى سمات مقابر العمارنة الخاصة؛ ومع ذلك، على عكس الأخير، فإن حوي موجود أيضًا في الزخرفة.
يؤكد التحليل الأسلوبي للأرقام أن اتجاهات الجسم والملابس وأنواع الوجه تعود إلى فترة توت عنخ آمون. نلاحظ على وجه الخصوص الرأس الضخم بالنسبة إلى الجسم مع الذقن المتراجع والشفتين تبدو أكثر امتلاءً ومتابعة؛ الذراعين والساقين نحيفتان، بدون أثر للعضلات، لكن ليست ممدودة كما كانت في فترة العمارنة، بينما الوركين المستديرة للغاية، والفخذين، والبطن السمين، واضح بشكل جيد. يرتدي الرجال سترات فضفاضة، متجمعة، تنزل إلى منتصف الساق، تتضاعف في نوع من المريلة ذات النهايات المنحنية التي تتوقف عند مستوى الركبة. طوق أوسخ، عريض بشكل مبالغ فيه وينحدر من الأكتاف محجوز لعاهل وأبناء النبلاء النوبيين، بينما يرتدي حوي الياقة الذهبية من الذهب.

## القاعة المتقاطعة، الجدار الشرقي، الجناح الشمالي: تعيين حوي نائبًا للملك
في الطرف الشمالي للجدار الشرقي، نرى الملك المصري توت عنخ آمون (الذي تم كشط خراطيشه بعيدًا) جالسًا على عرش موضوع على منصة تحت مظلة منحوتة غنية تدعمها أعمدة من اللوتس. يرتدي الملك الشاب التاج الأزرق، ممسكًا بيد واحدة عصا الراعي والمذبة، في اليد الأخرى علامة الحياة عنخ.
باسم الملك، تم تعيين حوي رسميًا في منصبه من قبل "مراقب الخزانة" الذي ظل مجهولاً، ولكن ربما كان ميري أو مايا. يقول النقش: "يقول المشرف على الخزانة: هكذا قال ملك مصر،" لقد سلمت إليكم [إدارة الأرض] من نخب إلى نسوت تاوي"، وهي منطقة شاسعة تمتد من الكاب حتى الشلال الرابع من نهر النيل!
يرد حوي، وهو يحمل مروحة، مقابله: «ماي آمون رب نسوت تاوي تفعل حسب كل ما أمرت به أيها الملك يا سيدي».
بعد الاحتفال، غادر حوي، الذي يحتل شخصيته الآن ارتفاع سجلين، القصر وذراعيه مليئتين بالباقات. يقول النص المصاحب: «الخروج مدحًا من القصر، وقد تمت ترقيته في حضرة الإله الصالح ليكون ابن الملك، المشرف على أراضي الجنوب، حوي؛ وقد أوكل إليه النوبة العليا، وإن صعيد مصر مرتبط ببعضه البعض تحت إشرافه، وذلك لإدارتها نيابة عن رب الأرضين، مثل جميع رعايا جلالته».

## الصالة المستعرضة، الجدار الشرقي، الجانب الجنوبي: في النوبة
ينقسم الجدار إلى ثلاثة أجزاء: رحيل نائب الملك الجديد للعودة إلى منصبه في فرس، مقر نائب الملك في النوبة، والإشراف على تحصيل الجزية النوبية ورحيل المراكب المحملة إلى العاصمة.

### الرحلة إلى النوبة

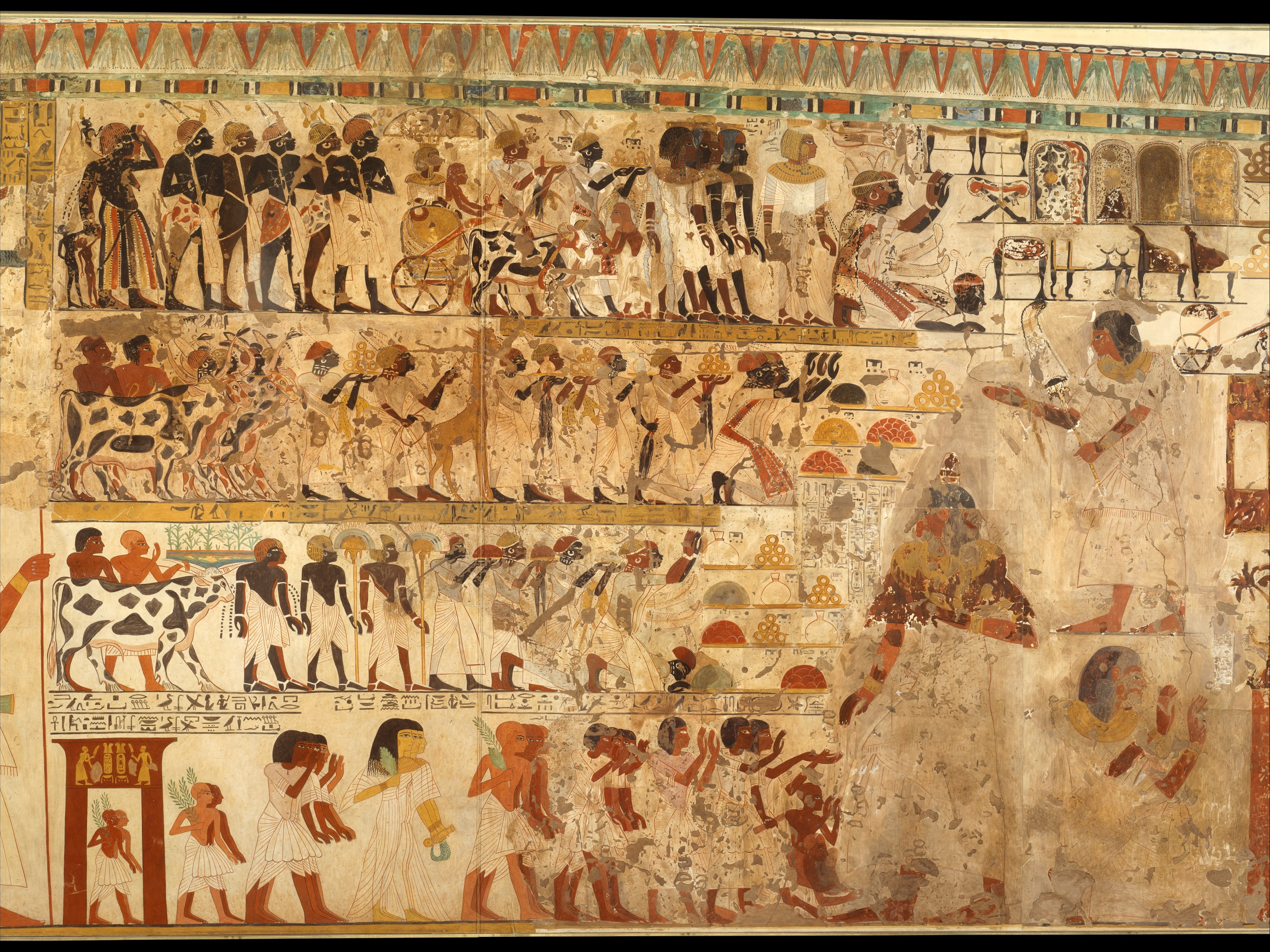
النوبيون يقدمون الجزية للملك المصري، قبر حوي

يترك حوي معبد آمون، وعصا في يد وباقة خضروات في اليد الأخرى. يقول النص المصاحب: «قادماً من معبد آمون، بعد أن فعل ما هو محبوب في عينيه، ليدير أرض كوش تلك، من قبل الأمير، صاحب البلاط الكبير، المهم في مكتبه، عظيم في كرامته، الكاتب الملكي للملك، المحبوب منه أمنحتب...»
يحمل القارب نائب الملك، الذي يظهر في المقصورة الأمامية، المواجهة للجنوب، محميًا بمظلة؛ بجانبه، يقوم مرشد السفينة بفحص مجرى النهر بعمود طويل. يتم نشر الشراع للاستفادة من رياح الشمال ويتم توزيع المجدفين على كل جانب من الأسوار، تحت إشراف رئيس عمال ظهر على سطح الكابينة الرئيسية، وفي يده سوط. في الجزء الأمامي من المقصورة يوجد كشك لخيول نائب الملك.
يظهر القارب نفسه بدون طاقمه، شراعًا ملتفًا، مع الكائنات الحية الوحيدة هي خيول حوي. من المحتمل أن تكون السفينة قد رست في فرس بالنوبة. يمكن للمرء أن يرى، بسهولة أكبر مما في الصورة أعلاه، وجود صقر في مؤخرة المقصورة الخلفية يرتدي قرصًا شمسيًا يعلو حصنًا.
من الصعب رؤيتها في الوقت الحاضر، لكن هناك «ملازم الواوات» و«ملازم كوش»؛ واحد منهم راكع أمامه. ويتبعهم ستة بحارة يوصف قائدهم بأنه «قائد بحارة ابن الملك». النساء اللواتي يغنين ويرقصن على إيقاع الطبول هم جزء من لجنة الترحيب.
هناك ثلاث سجلات، يظهر كبار الشخصيات المحلية الذين يحيون رئيسهم الجديد بجلب الطعام وأكياس من غبار الذهب إليه.
نجد حوي جالسًا على كرسي عمل بسيط من القصب، صولجان سخم في يد، وعكازه الطويل في اليد الأخرى. يشرف على تدفق البضائع من ولايته، والتي سيبلغها الملك المصري، ولا سيما أهمها الذهب، ويتكرر الذهب الهيروغليفية «نبو» عدة مرات. يكون المعدن الثمين على شكل حلقات أو غبار في أكياس بيضاء أو حمراء.
رجال ونساء من جميع الأعمار (بعضهم ذو شعر رمادي) تحولت رؤوسهم إلى اليسار (لذا باتجاه الشمال، أي مصر) قدموا ذهبهم إلى حاتي معين، «رئيس الاسطبلات»، ربما يكون المفضل لدى حوي، لأنه يظهر ثلاث مرات في هذه الوظيفة كمجمع. خلفه، تكشف جلود الماكرون والأبقار أن النوبة أنتجت ثروة أخرى إلى جانب الذهب.
امرأة عجوز، متكئة على عصا، ترفع يدها إلى شخصين يواجهانها، وهي لفتة لا نفهم وظيفتها تمامًا. بعد الفراغ يوجد مزهرية طويلة العنق بمقبض وصناديق. بقيت أقدام الكاتب الذي سجل البضائع فقط.
بين النساء هناك فتاة عارية صغيرة تدير رأسها نحو والدتها وتسحب ثوبها. وخلف المتلقي توجد حلقات مكدسة وأكياس من الذهب بالإضافة إلى أطباق من العقيق الأحمر وخام أخضر.
نجد حاتي مرة أخرى يستلم الذهب. تم الكشف من خلفه عن الخطوة المهمة جدًا لوزنه، والتي تظهر على نطاق أوسع. تتم العملية تحت مسؤولية «الكاتب الذي يعد الذهب، حورنفر». توضع على كفة واحدة حلقات ذهبية على أوزان أخرى، إحداها على شكل ثور؛ يتجه الشخص الذي يضع الوزن على المقلاة نحو رفيقه الذي يفحص مؤشر الميزان.
إلى جانب الذهب، يتم إحضار المنتجات الجلدية إلى حاتي - مرة أخرى!: جعبة وحالة لحماية القوس. يوثق الكتبة الجالسون القرفصاء كل شيء.
يقف حوي هذه المرة ويفترض، على الرغم من عدم وجود أي نقش، أنه يشرف على تحميل البضائع النوبية على السفن التي ستبحر إلى طيبة. قبل وفوقه، وضع الرسامون مركبتين، واحدة خضراء والأخرى حمراء، باستخدام السقف المقوس. هذه الزورق مثقلة بالشحن، وهي ثابتة.
في السجل السفلي، يتم سحب الصنادل ودفعها على المسطحات الطينية النيلية، كما هو موضح تمامًا كخط رمادي أسفل المقدمة. اختفى السجل الأوسط بالكامل تقريبًا. وهي تتألف من العديد من المنتجات بما في ذلك ما يشبه إلى حد كبير الكثير من سيكيم في سلة. تحت هذا، وصلت القوارب إلى النهر. لديهم مجاديف ودفاتهم مزورة لكنهم لا يزالون راسخين على الشاطئ.
يظهر حورنفر مرة أخرى، هذه المرة برفقة «كاتب نجل الملك حوي خا» الذي يقوم بتسجيل البضائع المحملة. من المستحيل تحديد محتويات الحزم الحمراء المحاطة بشبكات بيضاء يتم التعامل معها قبل التحميل؛ هو نفسه مع الأجسام الصفراء الطويلة المكدسة من الرأس إلى الذيل وأنواع الحزم البيضاء.

## القاعة المستعرضة، الجدار الغربي، الجانب الجنوبي
يُظهر هذا الوصول الكبير للجزية النوبية إلى طيبة حيث قدمها حوي لتوت عنخ آمون. الجزية الآسيوية على نفس الجدار ولكن على الجانب الشمالي. تم وضع مقطعي التكريم على الجدار الغربي، بإضاءة طبيعية أفضل، وبالتالي هما أول من يظهر عند دخول أحد المصلى، مما يؤكد أهميتهما بالنسبة للمتوفى.
ترسو كلتا السفينتين عند مقدمة السفينة ونفد المؤخرة والممرات. تمت إزالة الصواري الخاصة بهم، لكن مجاديف التوجيه لا تزال في مكانها. الكائنات الحية الوحيدة المتبقية على متن السفينة هي الخيول في أكشاكها والبحار الذي يميل على الجانب ويسحب الماء. على سطح الكابينة نرى ما يشبه «أكياس» بيضاء كبيرة (السفينة الأولى) أو صفراء (سفينة ثانية) ربما تحتوي على إشادة ذهبية كان حوي يرغب في الاحتفاظ بها تحت إشرافه المباشر.

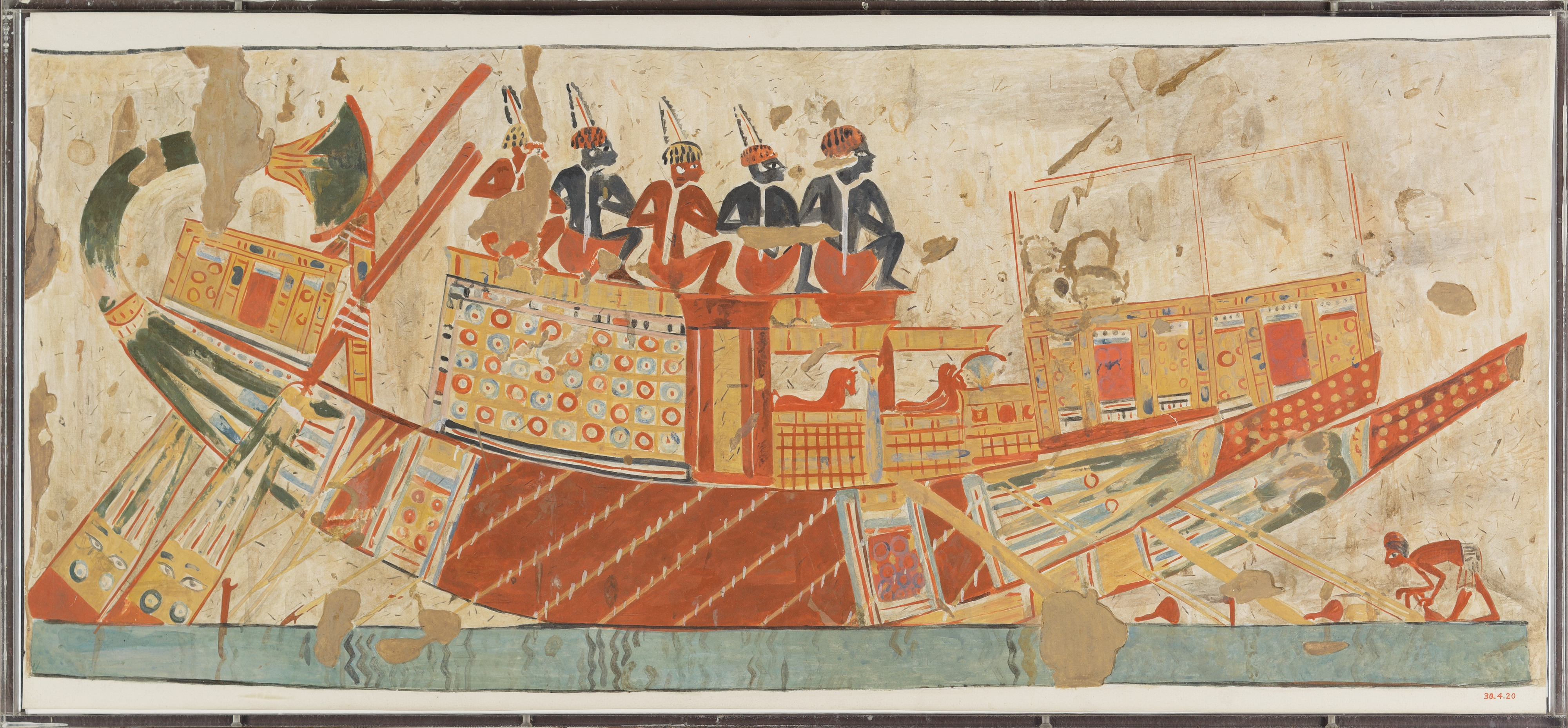
قارب يحمل أسرى من النوبة، قبر حوي

يُظهر قوارب النوبيين، ويظهر الأسرى النوبيون، ريش النعام العالق في شعرهم، جالسين على سطح الكبائن. أيديهم مقيدة وأعناقهم مقيدة بحبل أبيض؛ سنجدهم في العرض. على الأرض، يعلق رجل حبلًا على وتد ويلاحظ المرء إحدى تلك التفاصيل التي يحبها الرسامون المصريون: المطارق الخشبية التي استخدمت لدفع الأوتاد لا تزال ملقاة على الأرض!
بعد خط أسود عمودي سميك، يمكننا التمييز بين المراحل التالية التي يمثل فيها حوي أربع مرات: استقبال الزعماء النوبيين؛ تقديم أثمن الأشياء إلى الملك؛ إعادة تأكيد حوي في مكتبه ومغادرة القصر؛ يحتفل حوي بمكافأة من قبل عائلته وأصدقائه وأسرته.
هذا الموضوع يحتل السجلات الثلاثة العليا. وقف عظماء النوبة، الذين جاءوا بأنفسهم، في المقدمة، متعبدين للملك المصري ونائبه. يأتون من ثلاث مناطق مختلفة: النوبة السفلى (الواوات)، النوبة العليا (كوش) ومحافظة جنوب كوش. تم الترحيب بهم من قبل حوي الذي يحمل مروحة كبيرة، مجسدًا وظيفته كحامل مروحة على يمين الملك.
يتم تمثيل هؤلاء الشخصيات البارزة بملامح زنجية ملحوظة، وحلقات في آذانهم واثنين من ريش النعام مثبتين معًا بواسطة عقال. ملابسهم، ذات وشاح أحمر وجلد قطط على الظهر، أفريقية مصرية.
الوفد الأول يرأسه «مشايخ الواوات»، لذا فإن النوبة السفلى برئاسة «أمير ميام حقانفر» (ميام عنيبة الحالية) ممثل على أنه نوبي. تم العثور على قبره، على الطراز المصري المثالي، في عنيبة وهو هناك ممثل بملامح مصرية. لذلك لا ينبغي إعطاء قيمة كبيرة لهذه الأشكال من التمثيل: أعتقد أنه في TT40، يظهر حقانفر في وظيفته كطاهي نوبي ويتم تقديمه على هذا النحو، بينما يظهر في مكان آخر في وظيفته بصفته شخصية مصرية مرموقة. أكد هذا التثاقف الاستعماري الولاء الضروري لأن حقانفر كان تحت سلطته منطقة وادي العلاقي، المصدر الرئيسي للذهب النوبي.
تظهر خلف القادة أميرة نوبية ترتدي ملابس أنيقة على الطراز المصري، وقد اختفى الجزء العلوي بالكامل الآن في حفرة. ويتبعها «أبناء الأمراء من كل البلاد» ذات السمات المصرية. اثنان منهم يرتديان غطاء جانبي مضفر باللون الأزرق الداكن على جانب رأسهما، وهما طفلان صغيران. جميعهم يرتدون موديوس ذهبي على شعر مستعارهم.
يقف رجلان، حافي القدمين، يحملان صواني من الخواتم وغبار الذهب، بالإضافة إلى جلود حيوانات وذيول زرافة على ذراعيهما بجانب عربة. يجذبها ثيران بلا قرون، يسخران في نير غريب ويوجههما راعٍ. بجانب السائق، تقف أميرة نوبية ثانية فوقها مظلة في ريش النعام، والتي تبدو ملتصقة بموضعها. المظلة، في النوبة، هي رمز لمكانة اجتماعية عالية. وصف جاندر التمثيل بأنه «ربما يكون أغرب وأروع شخصية يمكن العثور عليها في المقبرة بأكملها». يتم تعزيز أصالة المشهد من خلال ثراء تسخير الثيران؛ الحيوانات التي لها أهمية اجتماعية ودينية واحتفالية في الثقافة النوبية. من غير المعروف ما إذا كانت الأميرة متجهة إلى حريم الملك المصري (وهو الافتراض الشائع) أم أنها من الروافد. يأتي الآن خمسة أسرى نوبيين يرتدون مئزرًا جلديًا يتدلى منه الذيل. لقد ربطوا أيديهم وحبل ، الذي يكون بمثابة رسن، يحيط أعناقهم؛ مثال آخر لمشهد مشابه يوجد في مقبرة العمارنة لميري الثاني. أخيرًا، أكملت سيدتان السجل. الأول يتميز بملامح زنجية وسقط صدرها المتدلي على بطن بارز. تمسك بيدها اليمنى طفلاً وتحمل ثانيةً في سلة على ظهرها. يمكن للمرء أن يجد صورة مماثلة في قبر حورمحب.

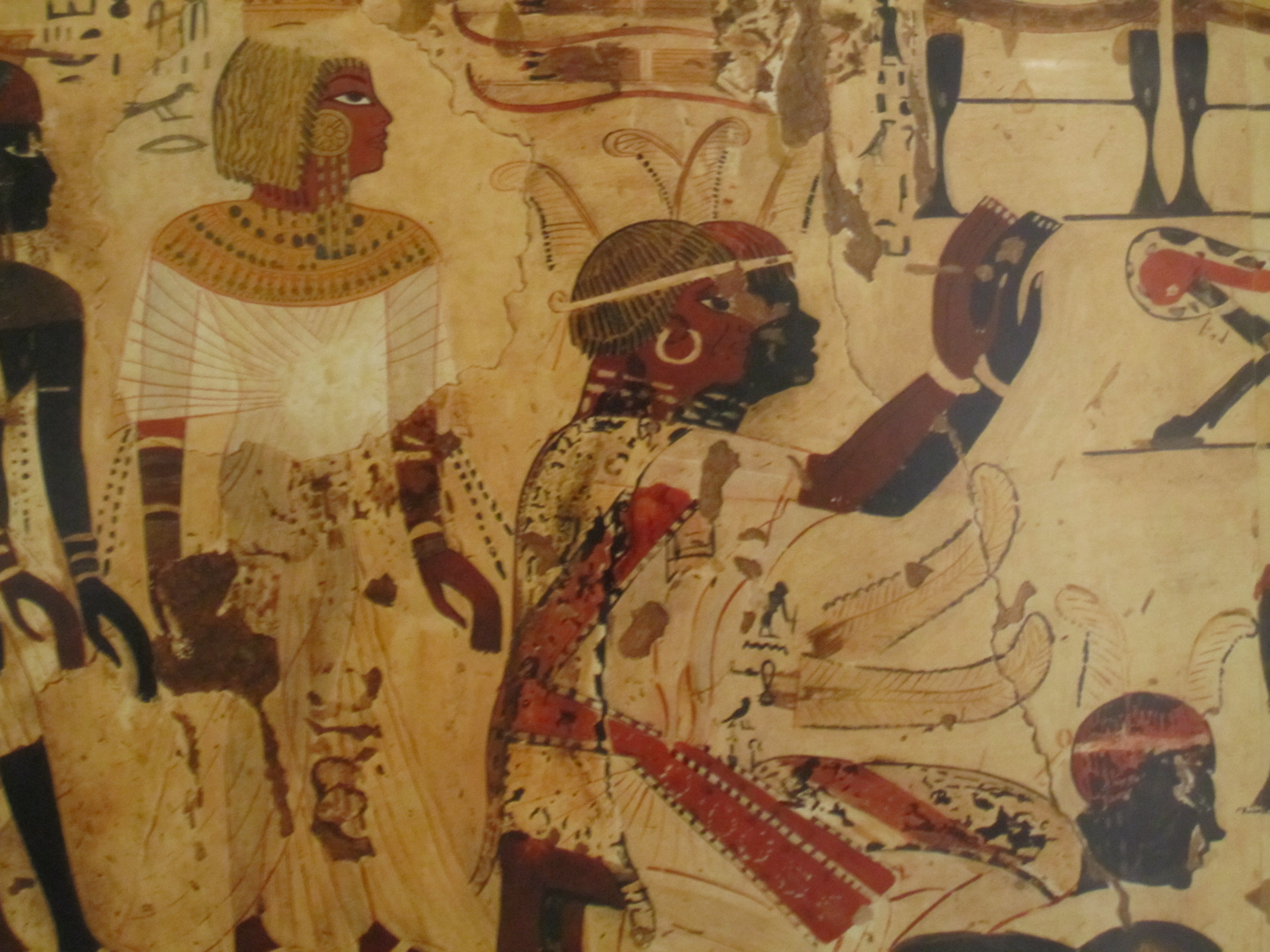
نوبيون يسجدون أمام الملك المصري

يظهر رؤساء بلاد كوش الذين يسجدون أمام الملك المصري: «مشايخ كوش. يقولون: إجلالا لك يا ملك مصر، يا ابن الأقواس التسعة! امنحنا النفس الذي أنت لنمنحنا أن نعيش في سعادتك»؛ الأقواس التسعة تشير إلى الأعداء التقليديين لمصر (الخارجيين والداخليين) والنوبيون مدرجون فيها.
قبل تكديس الرؤساء، يتم تكديس جزء من الجزية: أكياس وخواتم من الغبار الذهبي، وصواني من العقيق الأحمر أو الهيماتيت أو اليشب الأحمر. لم يعد هناك تمثيل في هذا السجل للموضوعات ذات السمات المصرية: فالناس يأتون من أعمق إفريقيا وجميعهم من هذا النوع المادي. يجلب الحمالون الذهب بالطبع، ولكن أيضًا جلود السنوريات وذيول الزرافات. اثنان منهم يحملان زرافة حية بالحبال ؛ ويشهد غلافها وغياب البقع على عضويتها في أحد الأنواع النوبية، وهي أصغر من الأنواع الأفريقية. الثيران الدهنية، مسترشدة بمركبتين، تنهي السجل. قرونهم الطويلة المزخرفة، وبينها رؤوس وهمية، تنتهي بالكتابة الهيروغليفية السوداء لليد. هذا موضوع مشهور من موكب الثيران السمين لمهرجان الأوبت بالأقصر وموكب بيت العالى. تمثل هذه الماشية العدو النوبي، ومن هنا تحول القرون إلى أذرع / أيدي ووجود رأس في المنتصف بدلاً من أكاليل النباتات التقليدية. هذا هو رمز الذبيحة.
إلى جانب الذهب نجد:
أثاث: كراسي بذراعين، وكراسي، ومقاعد، وحتى كرسي قابل للطي، ومساند للرأس.
الأسلحة: الأقواس والسهام والدروع الرائعة. عربة مماثلة لتلك التي تحمل الأميرة النوبية؛ هو مشوه اليوم. أنياب الفيل وجذوع الأبنوس. يقع ضريح مذهّب تحت العربة.
إنهم يعرضون صورًا مكثفة ورسومات مصغرة للنوبة: أشجار نخيل الدوم المصغرة، النوبيون مقيدون وغالبًا ما يكون قردة البابون؛ تم تقديمهم لملك مصر بين حكم حتشبسوت وتوت عنخ آمون. نجد حدائق الصياغة هذه في ثلاثة مقابر طيبة، دائمًا كجزء من الجزية النوبية.
يستريحون على قاعدة ذهبية. تحت خراطيش توت عنخ آمون المخدوشة يوجد نوبيان ظهران لظهر، مقيدان بالأغلال. وضعت على قاعدة التمثال سلة مجوفة من جلد البقر تحتوي على هيكل هرمي ذهبي مرتبط بنخيل الدوم.

## القاعة المستعرضة، الجدار الغربي، الجانب الشمالي

سوريون وكنعانيون يقدمون الجزية إلى الملك المصري ويسجدون له

قد يتساءل المرء لماذا يظهر نائب الملك في النوبة الجزية الشمالية (التي غاب عنها بحر إيجة في هذه النهاية المتطرفة من الأسرة الثامنة عشرة). من المستحيل معرفة في أي وقت كان حوي مشغولاً بشؤون آسيا، على الرغم من أنه يبدو من المنطقي الاعتقاد بأن هذا كان قبل تعيينه نائبًا لملك النوبة. ربما كان من ضمن دوره «مبعوث الملك إلى كل أرض» أنه كان على اتصال بمنطقة رتنو بحدودها المتغيرة التي تغطي فلسطين وجزءًا من سوريا.
بداية هذا الجدار تكاد تكون مرآة للجدار الجنوبي. شوهد توت عنخ آمون جالسًا على العرش وأمامه وهو يمسك بملابسه المتدلية هو يرعى ملكه. فوقه النص:«لقد برر ابن الملك كوش، المشرف على الأراضي الجنوبية، حامل المعجبين إلى يمين الملك حوي. قال: ليحميك والدك آمون بملايين اليوبيلات، فليمنحك أبدًا كملك للأبد. أرضين، والخلود كحاكم للأقواس التسعة! أنت رع، شكلك هو شكله. أنت ملك السماء على أركانها الأربعة. تسكن الأرض تحتك بسبب امتيازك، أيها الحاكم الصالح. إن تقديم الجزية لرب الأرضين، التي قدمتها رتنو (سوريا) الدنيئة، من قبل مبعوث الملك إلى كل أرض، وكان ابن الملك كوش، ناظر الأراضي الجنوبية، أمنحتب، مبررًا».
إلى اليمين يتقدم زعيمان يتبعهما الحمالون، مع التسمية التوضيحية: «زعماء رتنو العليا، الذين لم يعرفوا مصر منذ الإله (أي منذ العصور البدائية)، يتوسلون الرحمة أمام جلالة الملك. يقولون: لنا أنفاس عطائك. ثم سنخبر عن قوتك المنتصرة. لا يوجد متمردين في محيطك. كل أرض في سلام». أعالي رتنو هي المنطقة الجبلية في شمال سوريا بين نهري العاصي والفرات.
على الجانب الأيمن: كان هناك حمالو الجزية، على سجلين نصفين، مفقودين اليوم.